# Vänerlandskapen
Vänerlandskapen är benämningen på landskapen runt Vänern, det vill säga Västergötland, Värmland och Dalsland. Dessa landskap uppvisar en del liknande kulturhistoriska drag, genom kopplingen som funnits sjövägen över Europas tredje största sjö. 
Bland annat är värmländska starkt påverkat av götamål. Detta faktum har ibland setts som ett bevis för att Värmland ursprungligen befolkades söderifrån, men det är inte helt klarlagt. Värmland räknades fram till början av 1800-talet till Götaland men har senare setts som en del av Svealand. Dalsland räknas idag till Götaland. Under historien har det omväxlande räknats till Västergötland respektive Värmland.
I området finns en stor mängd av Sveriges äldsta kulturhistoria representerad. Till exempel Kinnekulle med Husaby, Varnhem, Södra Råda gamla kyrka, och lämningarna i Lurö skärgård. 
Många herrgårdar finns också i området, exempelvis i södra Värmland, i norra Västergötland och på Värmlandsnäs, där en speciell herrgårdskultur med blandning av "folkligt och fint" utvecklades under 1700- och 1800-talen. Ur denna miljö kom bland annat Gustaf Fröding, Selma Lagerlöf, Anders Fryxell, Esaias Tegnér, Gunnar Wennerberg och Erik Gustaf Geijer. Selma Lagerlöf har också skildrat den, till exempel i Gösta Berlings saga och En herrgårdssägen. 
Blockskutan var en båtmodell som var unik för Vänerlandskapen och som försvann i början av 1900-talet. Vänerekan är en annan båtmodell av allmogetyp, som förekommit och fortfarande förekommer i området.
I Lidköping i Västergötland återfinns Vänermuseet. Där kan man studera olika aspekter av äldre tiders kultur runt Vänern.
Det är även möjligt på Värmlands museum i Karlstad.